# Tietosanakirja

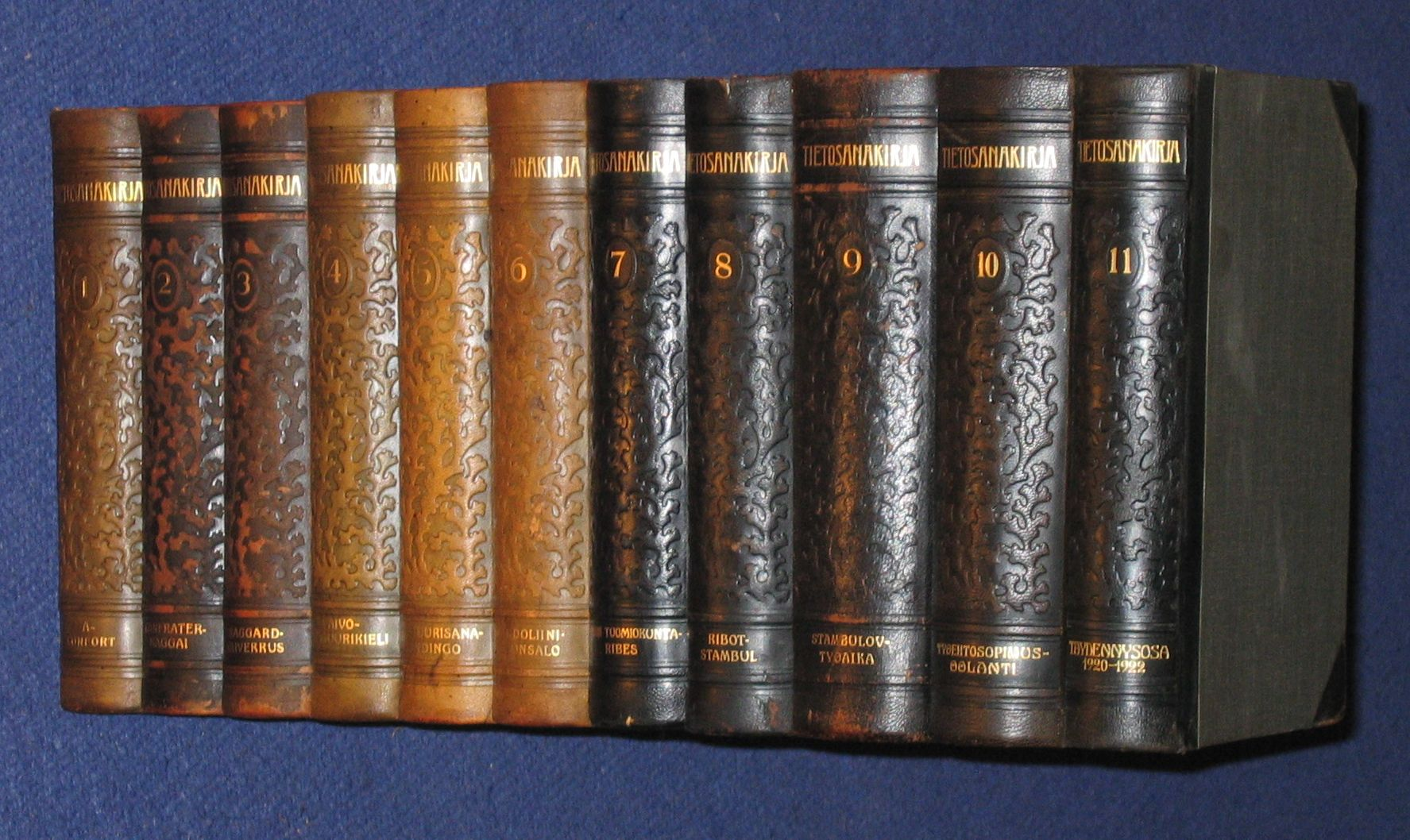
Tietosanakirja 1909 bis 1922

Die Tietosanakirja ist die erste Enzyklopädie in finnischer Sprache. Sie erschien in elf Bänden und wurde in den Jahren 1909 bis 1922 herausgegeben. Nachfolgerin des Werks ist die Pieni Tietosanakirja („Kleine Enzyklopädie“), die in den Jahren von 1925 bis 1928 in vier Bänden veröffentlicht wurde.